# Kirche Meißenheim

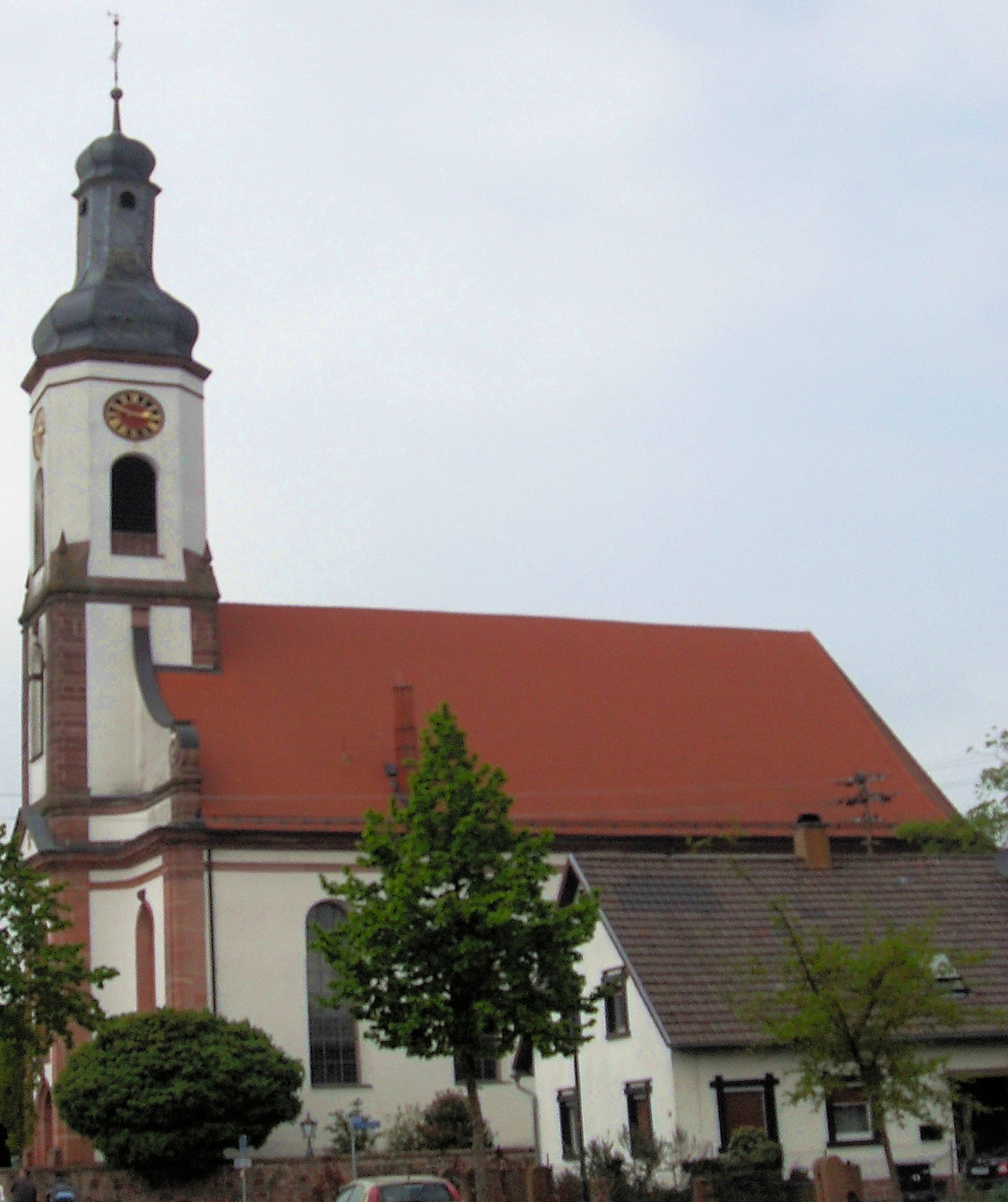
Kirche Meißenheim

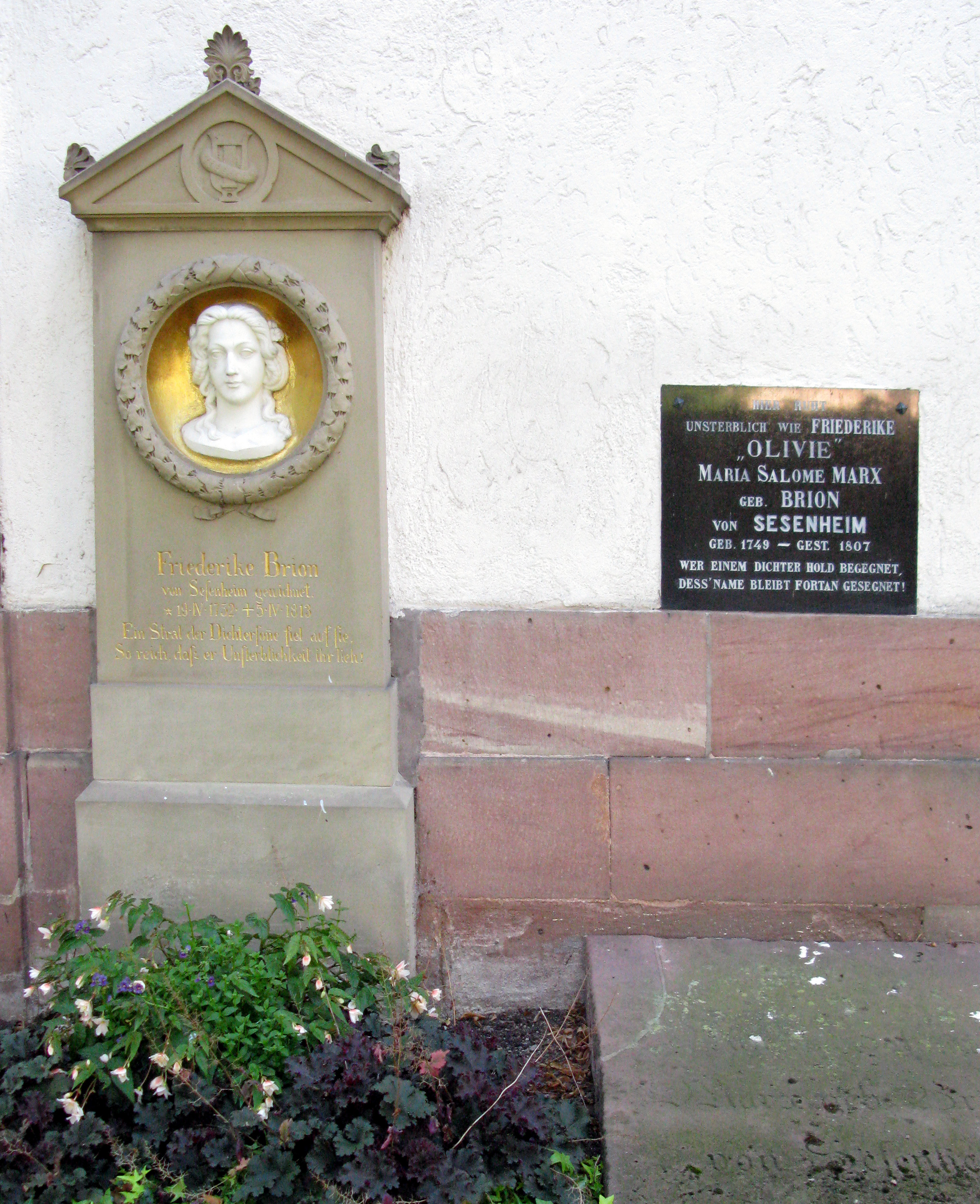
Grab der Friederike Brion

Die evangelische Kirche Meißenheim ist eine barocke Saalkirche in Meißenheim im Ortenaukreis in Baden-Württemberg. Sie gehört zur evangelischen Kirchengemeinde Meißenheim im Kirchenbezirk Ortenau der Evangelischen Landeskirche in Baden. Sie ist für ihre Orgel von Johann Andreas Silbermann und durch das Grab der Jugendliebe von Goethe, Friederike Brion, bekannt.

## Geschichte und Architektur
Das Bauwerk ist ein Neubau aus den Jahren 1733–1776 von Joseph Michael Schnöller. Die Kirchenfassade ist als point de vue in das Ortsbild komponiert. Der Turm mit Haube und Laterne steigt aus der risalitartig vorgezogenen, giebelbekrönten Mittelachse auf, wobei er den Volutengiebel durchbricht. Im Innern ist die fünfachsige, polygonal geschlossene Saalkirche entsprechend den Erfordernissen des protestantischen Gottesdienstes gestaltet. In der Mitte steht der Blockaltar mit einem Relief des Kelches und der Hostie, umgeben vom Gestühl. Von der seitlich angebrachten Kanzel aus ist der gesamte Raum gut zu überschauen. Zwei Emporen sind in den Raum eingebaut, gegenüber dem Eingang liegt die Orgelempore.

## Ausstattung
Die Ausstattung ist ungewöhnlich reich gestaltet. Der Raum wird von einem langgestreckten farbenfrohen Deckengemälde in Stuckrahmung mit der Himmelfahrt Christi und Eckbildern in Grisaillemalerei mit den vier Evangelisten, Geburt und Grab Christi akzentuiert, die im Jahr 1765 von Johann Pfunner geschaffen wurden. Die Stuckmarmorarbeiten an Altar und Kanzel sowie die großen Stuckkartuschen mit Wappen und Inschriften wurden 1767 von Christian Eitel gearbeitet. An der Kanzel ist ein Gemälde mit einer Darstellung des Guten Hirten von Sebastian Gretter zu sehen, von dem auch die Malereien an der Emporenbrüstung stammen. Über dem Eingang ist in Rocaillerahmung mit Schmuckformen des Zopfstils die Jugendgeschichte Christi zu finden.
Von Heinrich Issel stammt das 1900 geschaffene Christusbild in der Manier der Christusstatue von Bertel Thorvaldsen in der Kopenhagener Frauenkirche.

## Orgel
Die Orgel ist im Kern ein Werk von Johann Andreas Silbermann aus dem Jahr 1776, das ursprünglich 13 Register auf einem Manual und Pedal besaß. Im Jahr 1787 tauschte Johann Conrad Sauer das hölzerne Prinzipal 4′ im Pedal gegen einen Trompetenbaß 8′ aus. August Merklin griff 1894 erheblich in die Originalsubstanz ein und baute einen neuen Spieltisch und ein Schwellwerk mit Kegelladen ein. Im Jahr 1964 restaurierte Ernest Mühleisen das Instrument und erweiterte es um die Trompette im Hauptwerk und ein Positiv. Es hat heute 21 Register. Die Disposition lautet seitdem:
| I Hauptwerk C–c3 |        |           |
| Montre           | 8′     | 1776/1964 |
| Bourdon          | 8′     | 1776      |
| Prestant         | 4′     | 1776/1964 |
| Flutte           | 4′     | 1776      |
| Nazard           | 3′     | 1776      |
| Doublette        | 2′     | 1964      |
| Tierce           | 1 3⁄5′ | 1964      |
| Cornet V D       |        | 1776      |
| Fourniture III   | (2′)   | 1964      |
| Cymbale II       | (1⁄2′) | 1964      |
| Trompette        | 8′     | 1964      |

| II Positiv (1964) C–c3 |        |
| Bourdon                | 8′     |
| Prestant               | 4′     |
| Nazard                 | 3′     |
| Doublette              | 2′     |
| Tierce                 | 1 3⁄5′ |
| Fourniture III         |        |
| Cromorne               | 8′     |

| Pedal C–c1 |     |      |
| Subbaß     | 16′ | 1776 |
| Octavbaß   | 8′  | 1776 |
| Trompetbaß | 8′  | 1787 |

- Koppeln: II/I, I/P, II/P
- Nebenregister und Spielhilfen: Tremblant fort, Tremblant doux

## Umgebung
Die Kirche ist umgeben von einem ummauerten Friedhof mit repräsentativem Treppenaufgang, schmiedeeisernem Gitter und Gartentür aus der Zeit um 1765/1770. Dort ist auch das 1866 geschaffene Grabdenkmal für die 1813 gestorbene Friederike Brion zu finden, die als Jugendliebe Goethes in die Geschichte einging. Das dort angegebene Sterbedatum „5.IV.1813“ ist falsch, Friederike Brion starb am 3. April 1813.